# Diócesis de El Banco
La diócesis de El Banco (en latín: Dioecesis Bancoënsis) es una circunscripción eclesiástica de la Iglesia católica en Colombia. Se trata de una diócesis latina, sufragánea de la arquidiócesis de Barranquilla. Desde el 15 de mayo de 2024 su obispo es Dimas Antonio Acuña Jiménez.

## Territorio y organización
La diócesis tiene 11 855 km² y extiende su jurisdicción sobre los fieles católicos de rito latino residentes en 15 de municipios en 2 departamentos:
- Departamento de Magdalena: El Banco, Plato, Guamal, San Zenón, Pijiño del Carmen, Santa Ana, Santa Bárbara de Pinto, San Sebastián de Buenavista, Nueva Granada, Ariguaní, Sabanas de San Ángel, Chivolo y Tenerife;
- Departamento de Cesar: Astrea y Chimichagua.

La diócesis limita al noroeste con la arquidiócesis de Cartagena, al norte con la diócesis de Santa Marta, al este con la diócesis de Valledupar, al sureste con la diócesis de Ocaña y al sur con la diócesis de Magangué.
La sede de la diócesis se encuentra en la ciudad de El Banco, en donde se halla la Catedral de Nuestra Señora de la Candelaria.
En 2021 en la diócesis existían 18 parroquias.

## Historia
La diócesis fue erigida el 17 de enero de 2006 mediante la bula Munus Nostrum del papa Benedicto XVI , obteniendo el territorio de las diócesis de Santa Marta y Valledupar.

## Estadísticas
Según el Anuario Pontificio 2022 la diócesis tenía a fines de 2021 un total de 353 900 fieles bautizados.
| Año                                                                             | Población            | Población | Población      | Sacerdotes | Sacerdotes    | Sacerdotes    | Bautizados por sacerdote | Diáconos permanentes | Religiosos | Religiosos | Parroquias |
| Año                                                                             | Bautizados católicos | Total     | % de católicos | Total      | Clero secular | Clero regular | Bautizados por sacerdote | Diáconos permanentes | Varones    | Mujeres    | Parroquias |
| ------------------------------------------------------------------------------- | -------------------- | --------- | -------------- | ---------- | ------------- | ------------- | ------------------------ | -------------------- | ---------- | ---------- | ---------- |
| 2006                                                                            | 334 000              | 389 641   | 85.7           | 18         | 2             | 16            | 18 555                   |                      | 2          |            | 11         |
| 2008                                                                            | 426 000              | 458 000   | 93.0           | 25         | 7             | 18            | 17 040                   |                      | 7          | 16         | 14         |
| 2011                                                                            | 449 000              | 484 000   | 92.8           | 20         | 16            | 4             | 22 450                   |                      | 5          | 11         | 18         |
| 2016                                                                            | 472 000              | 510 000   | 92.5           | 32         | 28            | 4             | 14 750                   |                      | 4          | 14         | 17         |
| 2019                                                                            | 339 300              | 502 370   | 67.5           | 21         | 16            |               | 21 206                   |                      | 5          | 11         | 19         |
| 2021                                                                            | 353 900              | 523 985   | 67.5           | 22         | 16            | 6             | 16 086                   | 24                   | 20         | 7          | 18         |
| Fuente: Catholic-Hierarchy, que a su vez toma los datos del Anuario Pontificio. |                      |           |                |            |               |               |                          |                      |            |            |            |

### Vida consagrada
En el territorio diocesano desempeñan su labor carismática los siguientes institutos o sociedades: Congregación de Hermanas Terciarias Capuchinas y Orden de Nuestra Señora del Monte Carmelo.

## Episcopologio
- Jaime Enrique Duque Correa, M.X.Y. † (17 de enero de 2006-14 de abril de 2013 falleció)
- Luis Gabriel Ramírez Díaz † (18 de junio de 2014-27 de febrero de 2021 nombrado obispo de Ocaña)[nota 1]
  - Sede vacante (2021-2024)[nota 2]
- Dimas Antonio Acuña Jiménez, desde el 15 de mayo de 2024